# Estro
Se llama estro o  época de celo al periodo durante el cual las hembras de la clase mamíferos están receptivas sexualmente. También se usa para nombrar a un momento de inspiración.
En las hembras de los animales mamíferos la época de celo es el período en el que son receptivas sexualmente, es decir, el momento en que aceptan al macho. Durante esta etapa ocurre la ovulación.
Este suceso es diferente en cada una de las especies, pues varía la duración

## Épocas de celo según duración o frecuencia
Hay muchos tipos:
- Anuales: Sucede una vez al año. La mayoría de especies salvajes tienen este tipo de ciclo. Esto es así para hacer coincidir el nacimiento de las crías con la época de mayor cantidad de alimento disponible, clima más cálido o momentos propicios de migraciones. Por ejemplo, los cérvidos, las aves salvajes, los osos, los lobos, las focas, etc.
- Periódicos: Suceden regularmente cada cierto tiempo. Suele darse en animales domésticos (perro, gato), animales de clima regular (prácticamente invariable) y sedentarios. En el ser humano, este ciclo también recibe el nombre de ciclo sexual femenino, que se inicia con la menstruación, y que se produce de cada 28 días aproximadamente.
- Permanentes: El celo es permanente o, mejor dicho, no existe. Siempre son fértiles. Esto sucede sobre todo en aves domésticas o de corral, como por ejemplo la gallina. Estos seres ponen huevos casi todos los días (es decir, ovulan casi todos los días), por lo que siempre son fértiles, además de que poseen un saco-reservorio de espermatozoides en su útero, lo que permite conservar el semen del macho durante varios días (esta es también la razón por la que un gallo pueda tener muchas gallinas a su cargo siempre fecundadas). Esto, como se dice antes, no es realmente un celo.

## Comportamiento durante la época de celo
El comportamiento es muy variado según la especie. Lo fundamental es que la hembra en celo suele mostrar una excitación inusual, y que suele afectar casi siempre al comportamiento de los machos. Por ejemplo, el celo de la vaca o la berrea de los ciervos.